# 新田荘
新田荘（にったのしょう）は、上野国新田郡を中心とした地域（現在の群馬県太田市および桐生市・伊勢崎市・みどり市の一部と埼玉県深谷市の一部）にあった荘園。

## 概要
北は鹿田山、東は金山丘陵、西は早川、南は利根川に囲まれた地域にあった。
天仁元年（1108年）に発生した浅間山の大噴火によって荒廃した新田郡の一部を源義重（新田義重）が地主職を得て再開発し、保元2年（1157年）に開発した19郷を金剛心院に寄進した功績によって改めて下司職に任ぜられた。通説ではこの年を新田荘の成立年とするなお、領家は藤原忠雅であった。
その後、新田荘は新田郡のほぼ全域に拡大し、義重の没後はその子供たちによって分割された。その後、鎌倉時代の天仁元年（1224年）の段階では、新田氏宗家と庶流の世良田氏・岩松氏の3氏の間で分割支配されている。新田氏宗家は新田政義の時代に幕府によって新田荘の大半を没収されて岩松氏や世良田氏ら一族に分割され、宗家が新規に開墾していた所領のみが残された。後に宗家が惣領の地位を回復したものの、新田荘の中でも小領主に転落してしまった。新田義貞の時代に南朝軍の中核になり、新田氏一族もこれに従うが南朝の敗退とともに没落、北朝に降った岩松氏が事実上の宗家の地位を占めて新田荘を支配した。だが、戦国時代に入ると岩松氏も家臣の由良氏によって取って代わられると荘園の実態を失い、やがて豊臣政権の小田原の役に由良氏が巻き込まれて所領を失い、新田荘も解体に追い込まれた。